# Фавр, Жюль (миколог)
Жюль Фавр-Бюлль (фр. Jules Favre-Bulle; 1882—1959) — швейцарский миколог и палеонтолог.

## Биография
Жюль Фавр родился 6 ноября 1882 года в небольшом городе Ле-Локль в кантоне Невшатель. Образование получил в Невшательской академии.
С 1907 года работал палеонтологом в Женевском музее естественной истории. В 1911 году Фавр получил степень доктора наук в Женевском университете. 
В 1952 году Фавру была присвоена почётная степень доктора Невшательской академии. 
В 1956 году он был удостоен награды Юбера Швейцарского географического общества, в 1959 году — медали Демазьера Парижской академии наук. 
22 января 1959 года Жюль Фавр умер.

## Некоторые научные работы
- Favre, J. (1925). La flore du Cirque-de-Moron et des hautes côtes de Doubs. Bull. Soc. Neuchâteloise Sci. Nat. 49: 1—130.